# Llenguatge

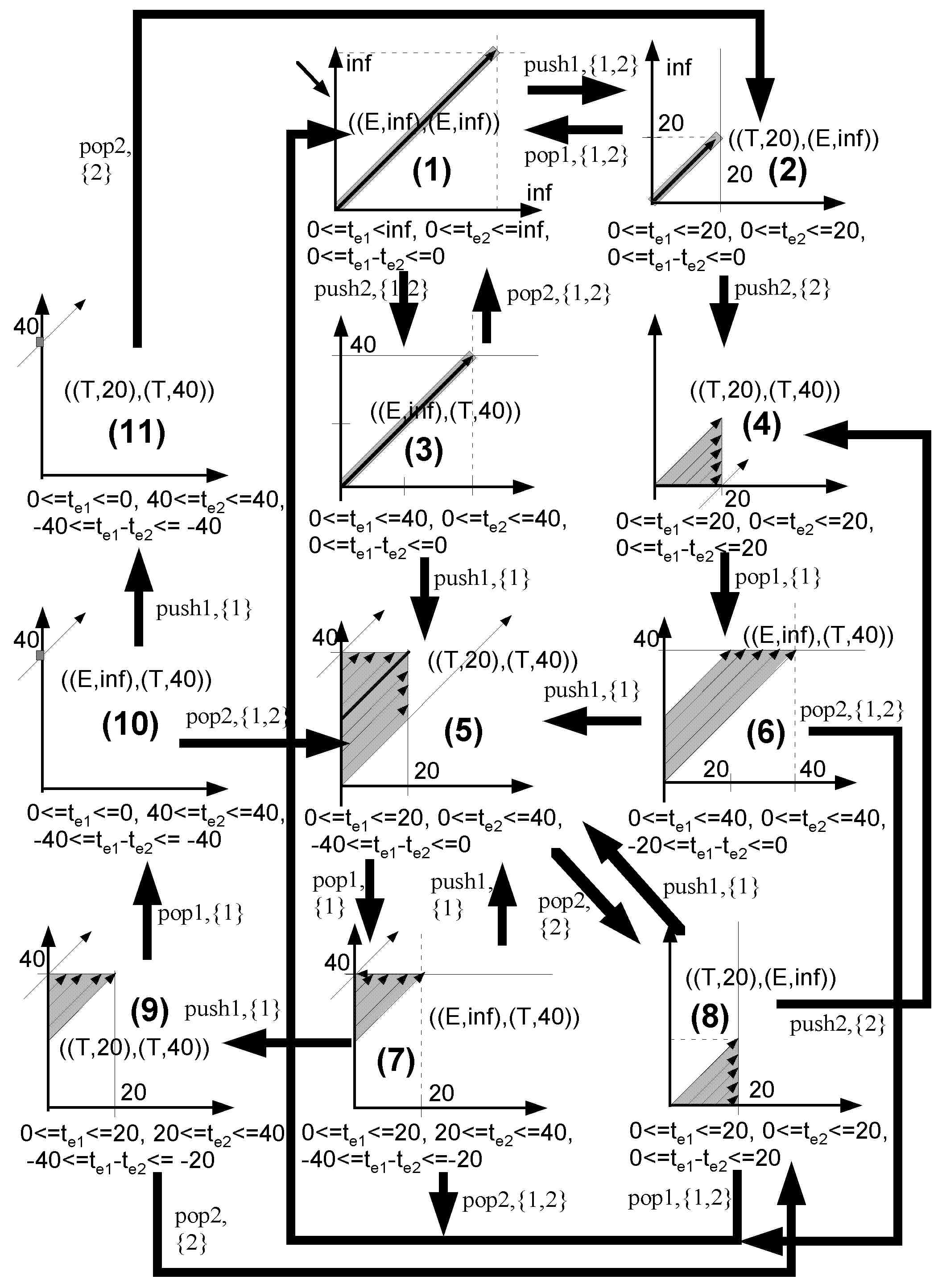
Un document exemple de llenguatge enginyeril

El llenguatge és la facultat de poder comunicar els propis pensaments o sentiments a un receptor o interlocutor mitjançant un sistema o codi determinat de signes interpretable per a l'entitat emissora i la receptora. Per això, el llenguatge té un aspecte individual i un aspecte social. Es dona llenguatge sempre que dos individus, havent atribuït convencionalment un cert sentit a un acte determinat, l'executen amb finalitat de comunicar-se entre ells.
Per tant, el llenguatge és la capacitat de comunicar-se utilitzant un sistema de signes. Aquesta capacitat es pot expressar mitjançant qualsevol art: música, dansa, dibuix, escultura, etc. Una llengua o idioma n'és una representació particular no artística. En matemàtiques i informàtica, s'utilitzen també llenguatges formals pràctics, com els visuals que inclouen mapes, grafs, gràfiques, etc., científics i tecnològics com el matemàtic, la lògica o algun llenguatge de programació.
Tres disciplines estudien bàsicament el llenguatge: la filologia (que també s'ocupa de les llengües concretes), la filosofia i la semiòtica.

## La unitat dels llenguatges: el signe

Signes corresponents a connectors lògics, usats en alguns llenguatges

Per a construir missatges amb el llenguatge s'utilitzen els signes, unitats extretes del codi comú entre l'emissor i el receptor. Un signe consta d'una part material (significant), perceptible pels sentits, i d'una part conceptual, que és la idea que vol representar (significat). Amb el significat, s'apunta cap a una part de la realitat (referent). El senyal de «Prohibit aparcar», per exemple, és un signe, perquè el percebem amb la vista i representa la idea mental que no podem deixar el vehicle estacionat en aquest lloc. També són signes el so i l'escriptura de les paraules, l'expressió o comportament d'una persona, els logotips, l'olor del menjar, etc.
La semiologia és la ciència que estudia els signes que utilitza l'ésser humà en la societat: a part dels ja esmentats abans, són destacables els costums, els ritus simbòlics i la moda, entre d'altres. El lingüista Ferdinand de Saussure, que va ser qui va crear i definir el terme semiologia, considera que la lingüística és part de la semiologia, que estudia el signe. El signe és, segons ell, la base del llenguatge.

### Classes de signes

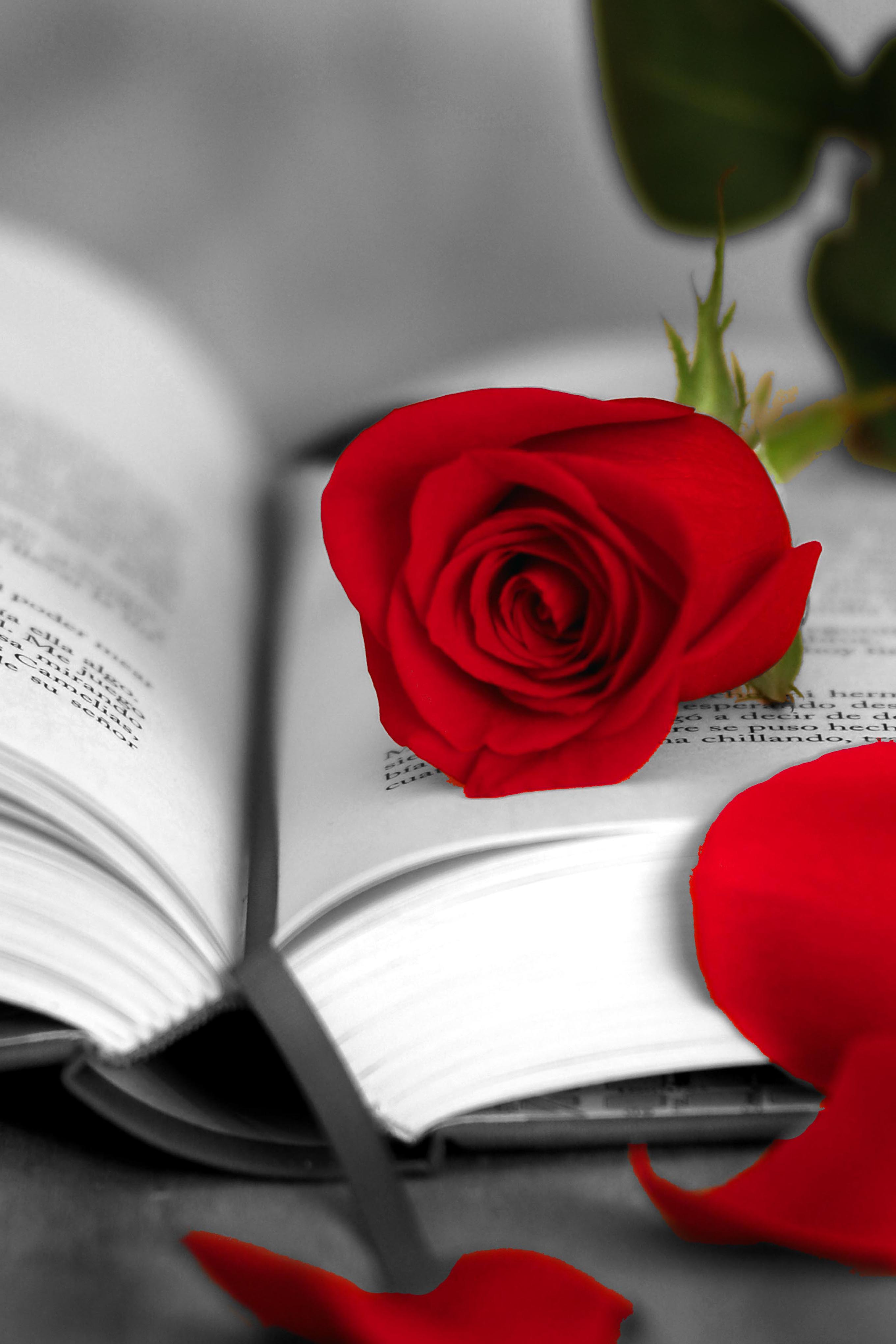
Una rosa vermella pot simbolitzar l'amor

El científic nord-americà Charles Sanders Peirce va classificar tres classes de signes: els indicis, les icones i els símbols, segons la relació de l'element representatiu (signe) i l'element representat (concepte):
- Indicis: s'anomenen indicis aquells signes que tenen una relació de causalitat o proximitat amb la realitat que representen. Solen produir-se de manera espontània. En són exemples el rastre d'un animal, el fum i l'olor del foc, el representant d'una persona o els símptomes de les malalties.
- Icones: les icones són signes que tenen una relació de semblança (molta o poca) amb l'objecte que representen. En són exemples els dibuixos, les fotografies, els mapes, els logotips o les onomatopeies, ja que s'assemblen a la realitat representada.
- Símbols: no hi ha cap mena de relació aparent entre el símbol i l'objecte que representa. Només queden relacionats arbitràriament per conveni o costum entre aquells que els utilitzen. En són exemples la majoria de les paraules, les xifres i alguns senyals de trànsit.

## Metallenguatges
Un metallenguatge és un llenguatge amb què podem parlar sobre un altre llenguatge. Per exemple, una gramàtica alemanya escrita en català utilitza aquest idioma com a metallenguatge per parlar sobre l'alemany. El llenguatge sobre el qual parlem valent-nos del metallenguatge (en aquest cas, el català) se sol denominar el llenguatge objecte (en aquest cas, l'alemany). El que és típic del metallenguatge és que conté noms (metalingüístics) de les paraules i enunciats del llenguatge objecte, així com predicats (metalingüístics), com «nom (del llenguatge objecte)», «verb (del llenguatge objecte)» o «enunciat (del llenguatge objecte)».
En un metallenguatge, les paraules d'un llenguatge objecte només s'esmenten, mentre que les del mateix metallenguatge s'usen. La distinció entre els nivells de llenguatge objecte i metallenguatge té especial interès i utilitat en totes les ciències que tracten del llenguatge, com ara la filosofia del llenguatge i la lògica. Aquestes distincions permeten esquivar els problemes que sorgeixen quan s'utilitza el llenguatge ordinari per a parlar del llenguatge, eliminant ambigüitats i paradoxes degudes a l'autoreferència.

## Llenguatges formals

Taula de la veritat amb notació en llenguatge lògic

Les matemàtiques i la informàtica utilitzen entitats artificials anomenades llenguatges formals (llenguatges de programació i de marques, i d'altres de naturalesa més teòrica). Aquests prenen sovint la forma de cadena de caràcters, produïts per una combinació de gramàtica formal i la semàntica de complexitat arbitrària.

### Llenguatges de màquines o d'humans i màquines

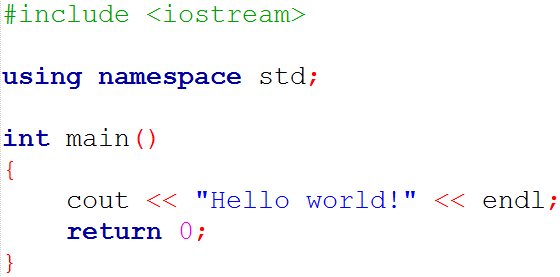
Un fragment de codi en llenguatge C ("C" de computer) de programació

Un llenguatge de programació és un llenguatge formal dotat de semàntica, que es pot utilitzar per controlar el comportament d'una màquina per fer tasques específiques. Els llenguatges de programació es defineixen mitjançant regles sintàctiques i semàntiques, per determinar-ne l'estructura i el significat, respectivament.
Els llenguatges de programació s'utilitzen per a escriure algoritmes. Els llenguatges de programació poden ser de més "alt nivell", més proper al llenguatge humà, o més "baix nivell", més proper a la màquina, podent ser una successió de zeros i uns. Un compilador és un traductor entre un llenguatge de programació i un llenguatge de màquina o, més precisament, d'un llenguatge en un nivell més alt a un de més baix.
Actualment, les màquines poden aprendre per si mateixes (en anglès es coneix com a machine learning, aprenentatge automàtic, i deep learning, aprenentatge profund), cosa que s'usa, per exemple, per al tractament de dades massives. Les màquines poden parlar entre si creant-se un idioma nou i desconegut pels éssers humans, que encara no l'entenen.

## Llenguatges dels éssers vius

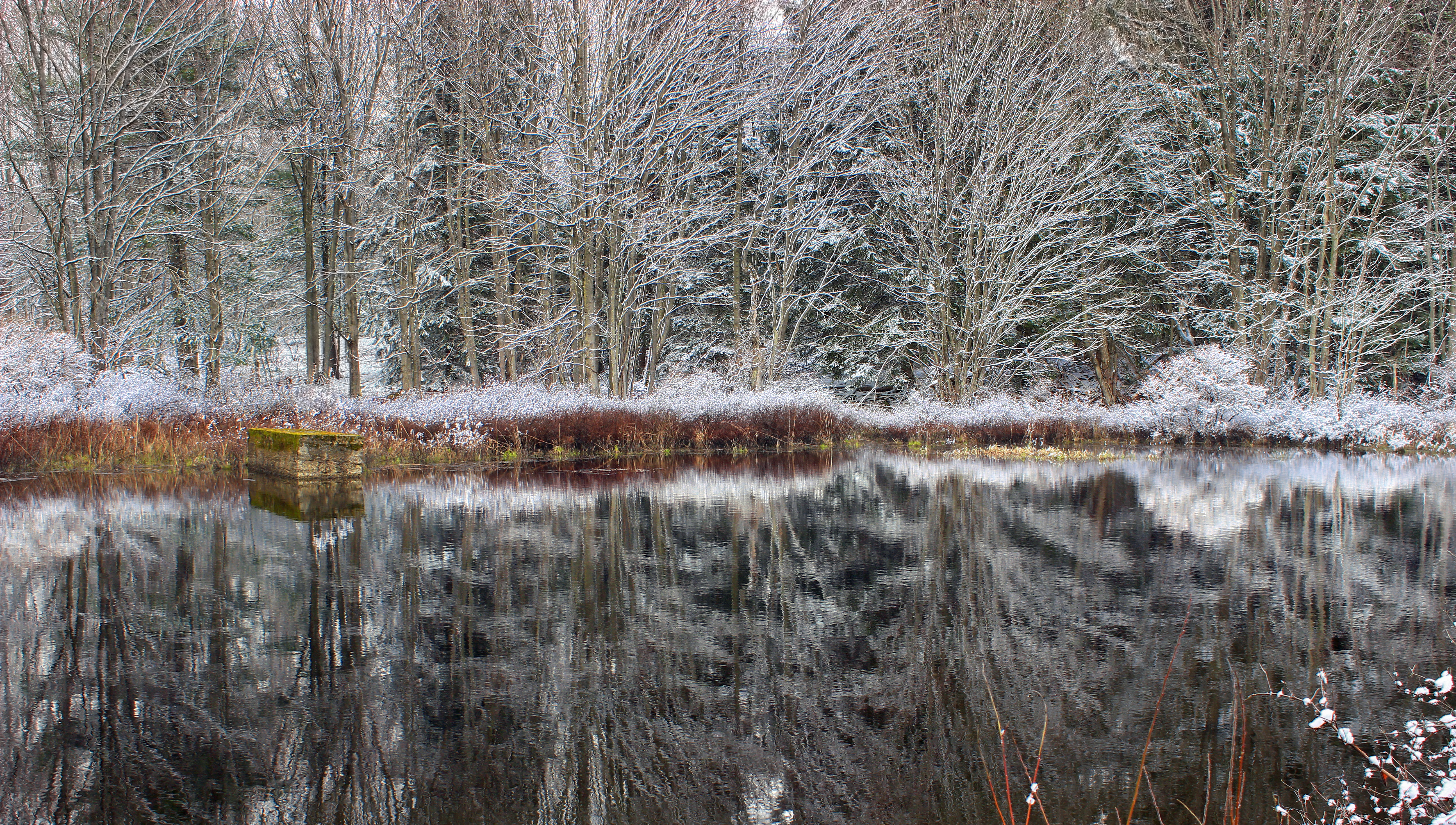
Els arbres es comuniquen entre si

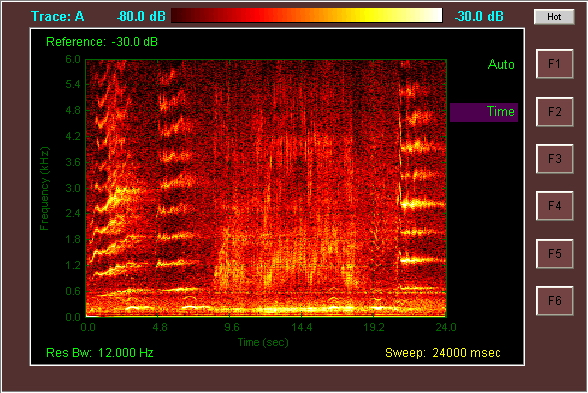
Espectrograma de sons de balenes comunicant-se

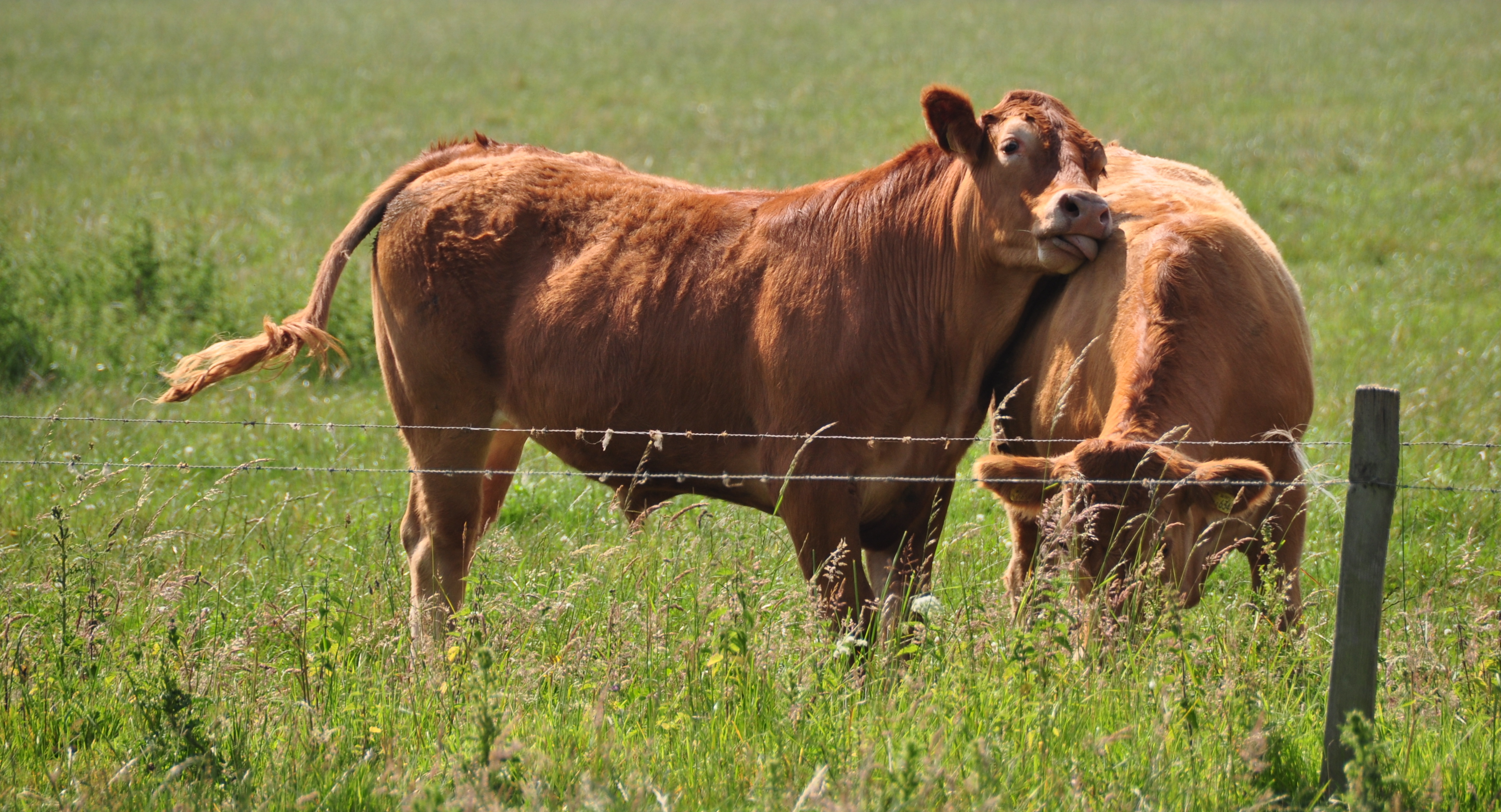
Comunicació entre dues vaques

La investigació actual indica que els codis de senyalització són la condició fonamental per a tota tasca de coordinació dins i entre cèl·lules, teixits, òrgans i organismes de tots els regnes d'éssers vius. Tots aquests codis segueixen unes normes de senyalització combinatòria (sintàctica), sensible al context (pragmàtica) i amb contingut específic (semàntica). Els biolingüistes i els biosemiòtics consideren que aquests codis són llengües reals.
Està demostrat que tant vegetals com animals, inclosos els éssers humans, es comuniquen i desenvolupen llenguatges més o menys sofisticats, tot i que alguns autors més antropocèntrics només consideren "llenguatge" a allò desenvolupat per humans.
Els vegetals responen al seu entorn d'una manera similar a com ho fan els mamífers i, tot i que no tenen sistema nerviós, sí que tenen i utilitzen neurotransmissors animals (com l'àcid gammaaminobutíric) com a senyals i signes de llenguatge. Es comuniquen per mitjà de senyals electromagnètics, entre altres sistemes, amb els altres en, per exemple, estats de presència de virus, massa calor, massa aigua o un pH massa extrem. Altres sistemes incorporen codis d'emissions de diferents compostos aromàtics volàtils, en diferents quantitats i proporcions, a l'atmosfera, que servirien per a comunicar-se entre diferents parts d'un vegetal, entre vegetals diferents i fins i tot entre vegetals i alguns animals, especialment insectes. També s'interconnecten per mitjà del diferent creixement, forma i moviment de les branques i les fulles, a l'atmosfera, i per les arrels per sota terra, podent demanar ajuda o anar a cercar i alimentar els espècimens joves o algun de malalt o amb pocs recursos. Els seus llenguatges i formes de comunicació, i d'intel·ligència, són tan diferents dels éssers humans que costa d'interpretar-los i entendre'ls, però desenvolupen llenguatges propis i per ells se sap que els arbres tenen comportaments socials, memòria, poden aprendre i comptar, entre altres coses.
El terme "llenguatge animal" s'utilitza sovint per als sistemes de comunicació d'animals no humans. Alguns lingüistes no els consideren un llenguatge, però els descriuen com a "comunicació animal". Karl von Frisch va rebre el Premi Nobel el 1973 pels seus estudis de la llengua i dialectes de les abelles. Alguns humans s'interessen a aprendre parcialment llenguatges d'altres animals, solen ser caçadors que volen enganyar-los imitant crits, bàsicament.

### Llenguatges humans

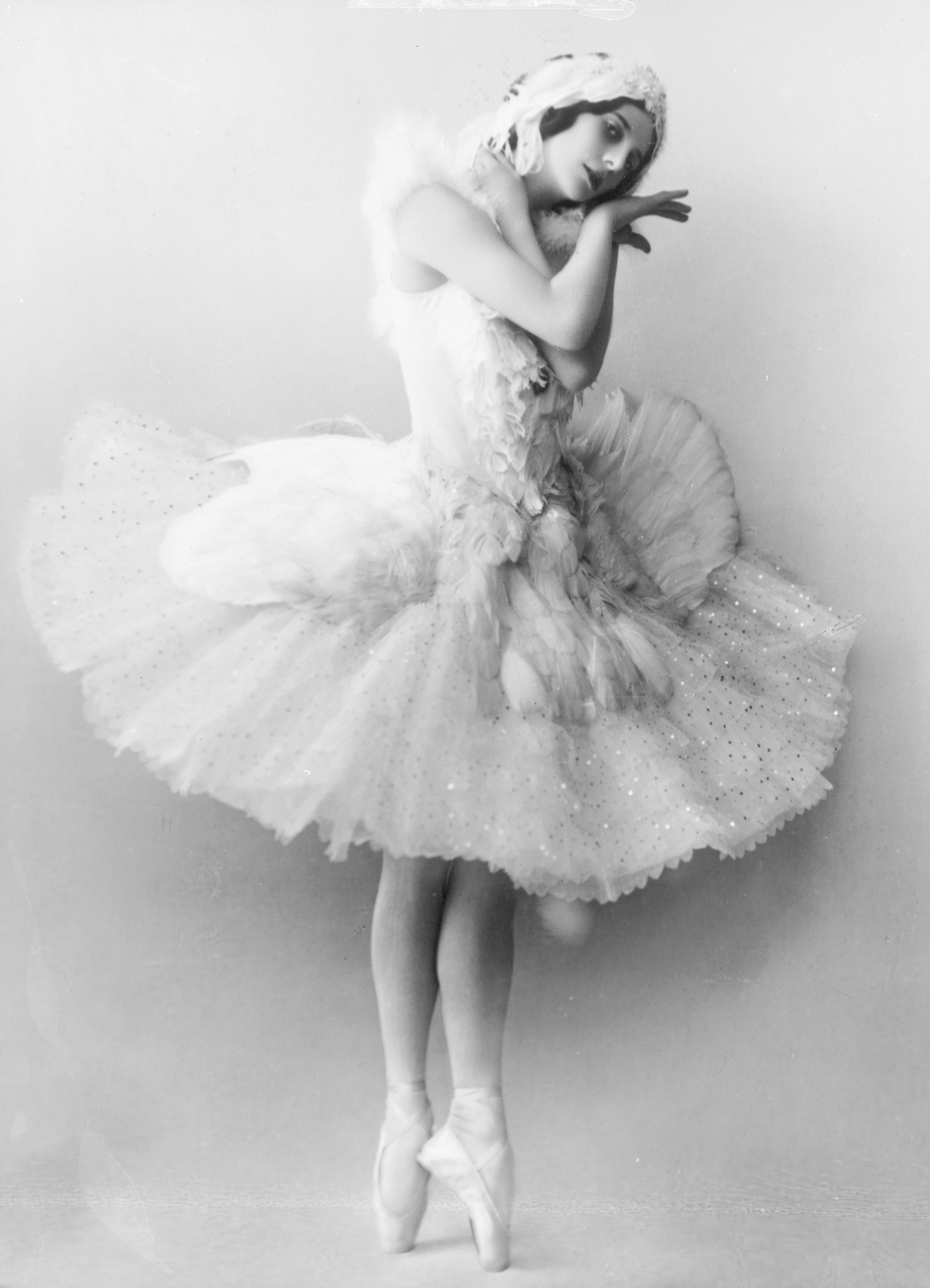
Aquesta imatge mostra superposats exemples de llenguatge fotogràfic, indumentària, de dansa clàssica i del personal d'Anna Pavlova, entre d'altres

A més dels sistemes propis de cada espècie animal, en diversos casos també alguns humans han ensenyat a altres animals a comprendre certes característiques del llenguatge humà. Per exemple, a ximpanzés, goril·les, i orangutans, se'ls han ensenyat senyals amb les mans basant-se en un llenguatge de signes. També s'han intentat ensenyar a mamífers marins, com els dofins, però les noves tendències consideren que no és just pretendre entendre's amb ells si tenen aletes, en comptes de braços, mans i dits, i aposten per un llenguatge amb sons. En aquest sentit, se sospita que el lloro gris africà, que té la capacitat biofísica d'imitar la veu humana amb un alt grau d'exactitud, podria comprendre alguns dels sons de la parla que imita.
Els llenguatges humans poden ser més simples o sofisticats, pragmàtics o poètics, personals o àmpliament compartits. Inclouen els llenguatges artístics personals, dintre de cada camp i cada moda, el llenguatge corporal, la dramatúrgia sobre com es presenten fets o altres coses a compartir o comunicar, l'entonació i molts altres que se superposen entre si en la vida quotidiana. Tenen la capacitat de poder referir-se a realitats allunyades en el temps i l'espai del moment comunicatiu o, fins i a tot, de referir-se a realitats no existents, cosa que permet l'abstracció. Per això, es diu que usa símbols on la relació entre signe i significat o referent és arbitrària. La doble articulació permet una infinitud de missatges en l'ésser humà a partir d'un inventari curt de signes i les seves regles de combinació, expressades en la gramàtica. Charles Francis Hockett resumeix aquests trets únics en una sèrie de característiques constitutives, atenent a la seva funcionalitat per a la comunicació dins les comunitats de socialització.
Hi ha un tipus de llenguatge humà que és el que es plasma en una llengua que s'aprèn en la infància (llengua materna); ningú neix sabent cap idioma: l'enorme variabilitat lingüística n'és una prova evident. Tanmateix, un estudi presentat l'any 2011 per científics cognitius de la Universitat Johns Hopkins ha confirmat una hipòtesi que havia fet anys abans Noam Chomsky, segons la qual els éssers humans neixen amb el coneixement de certes regles sintàctiques que fan més fàcil l'aprenentatge d'idiomes.

## Llenguatge verbal i llenguatge no verbal

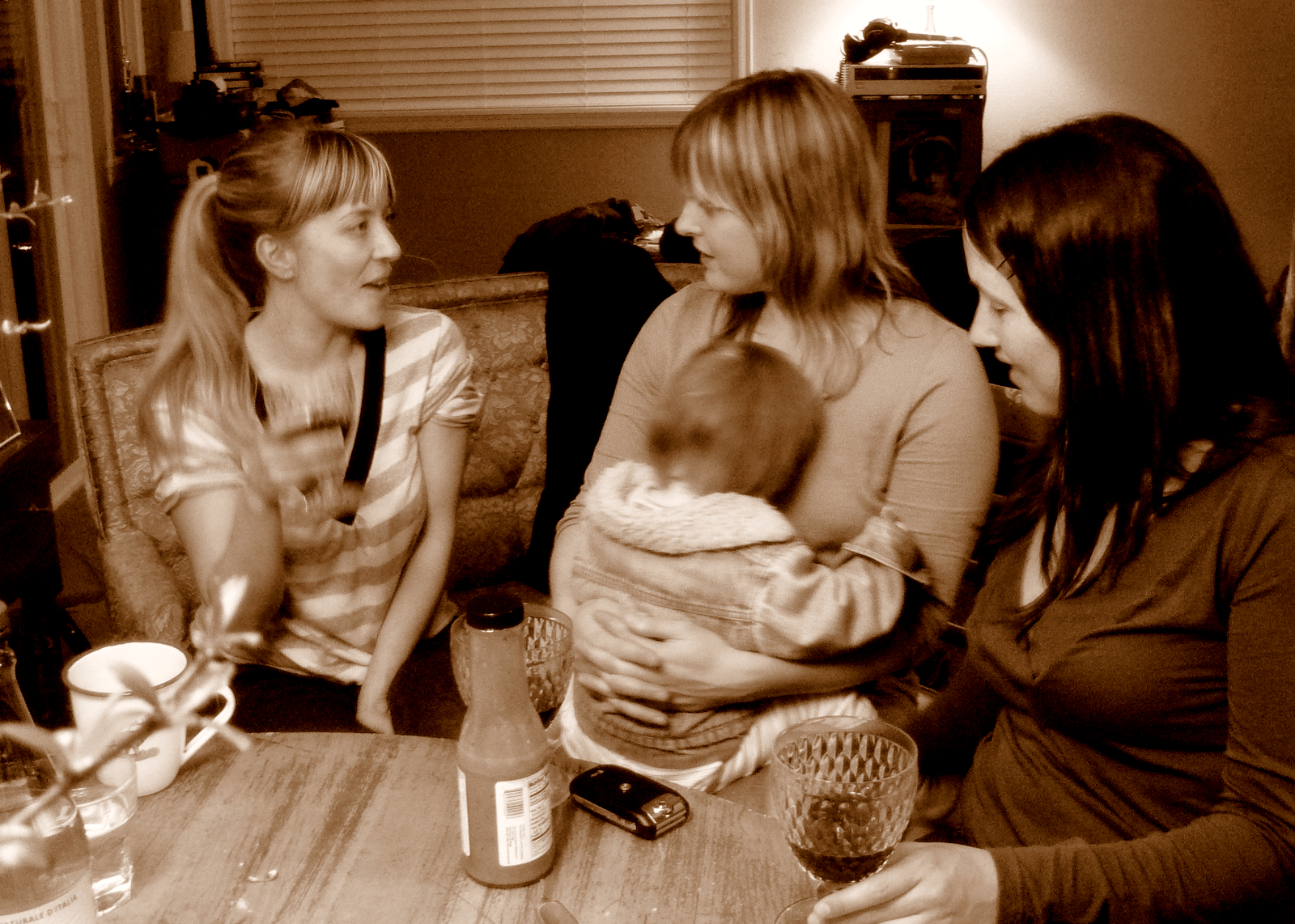
Habitualment els éssers humans combinen els llenguatges verbals i no verbals, usant-los simultàniament i complementant missatges

En el seu origen, el terme llengua equival a l'expressió del pensament mitjançant la paraula, però és habitual ampliar el concepte fins a identificar-lo amb el terme codi. Es parla, aleshores, de diferents llenguatges en funció de diferents codis.
Això ens permet distingir entre llenguatges verbals –els que fan servir la paraula oral o escrita- i els no verbals -els que fan servir altres codis. Aquests empren els colors, les mirades, els sons o les olors, entre d'altres, per a construir llenguatges més específics, com per exemple el llenguatge corporal, el llenguatge de les flors, moviments amb el ventall, o el del cinema.

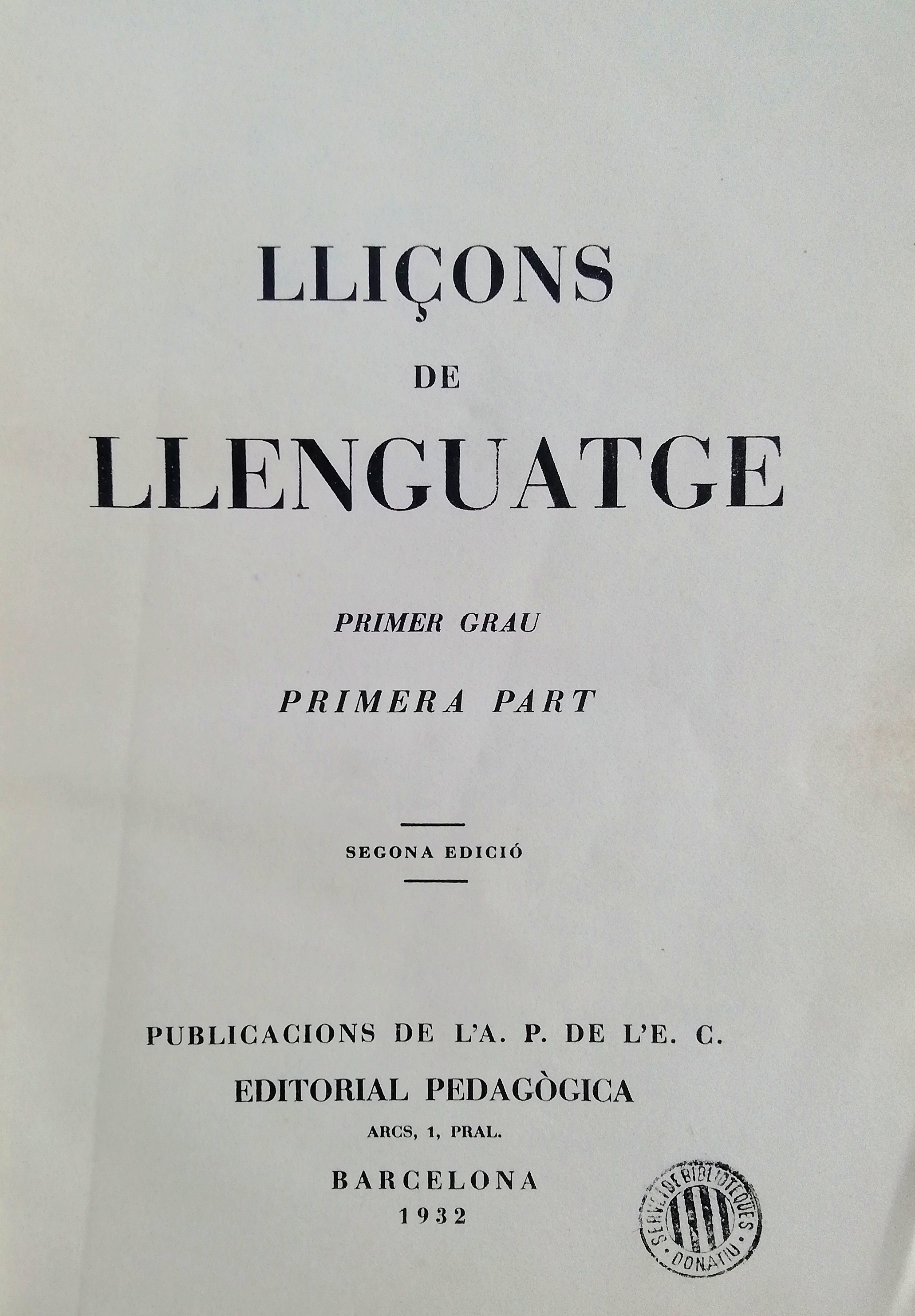
Llibre destinat a l'aprenentatge del llenguatge publicat a Barcelona l'any 1932

És important constatar, d'entrada, el caràcter notòriament logocèntric del nostre aprenentatge. El llenguatge verbal ens permet organitzar i conceptualitzar el pensament. Aprenem en la mesura que verbalitzem. Assimilem un concepte en la mesura que adquirim una paraula per definir-lo. Hem estat capaços, així, d'incorporar al nostre aprenentatge el concepte arbre en la mesura que l'hem sabut verbalitzar. Per contra, no podem distingir els infinits matisos que un inuit pot percebre en observar la neu, si no en disposem d'una classificació prou elaborada.
D'altra banda, ja des del Neolític -quan el procés d'esquematització de les pintures paleolítiques determina l'origen de les lletres i els posteriors fonemes-, el llenguatge oral s'ha configurat com el mitjà de comunicació per excel·lència. A un aprenentatge logocèntric correspon una comunicació logocèntrica.
No hem d'oblidar, però, que la comunicació no verbal és un element decisiu de la comunicació. Molts autors coincideixen a assenyalar que els components verbals sumen menys del 7% del significat social de la situació, mentre que més del 90% del significat social queda del costat de la comunicació no verbal. La interpretació de la comunicació no verbal està subjecta a fortes restriccions: el context hi pren gran rellevància, així com els condicionaments culturals.

## Funcionament

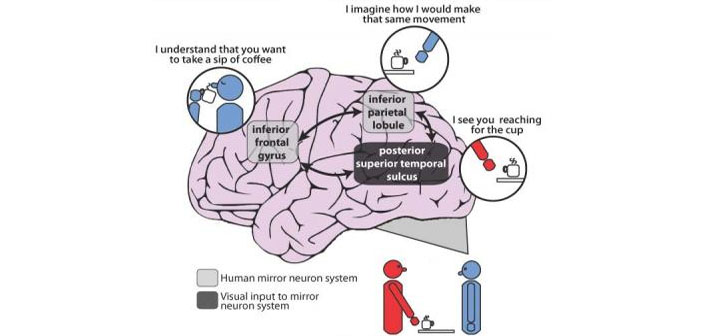
Sistema de les neurones mirall

Atenent al sistema de signes a disposició de la capacitat comunicativa de l'ésser humà, segons els sentits que els poden copsar, hi pot haver moltes menes de llenguatges: auditiu, visual, olfactiu, tàctil, etc.
En temps més recents, en relació amb el llenguatge, en neurologia ha aparegut la teoria de les neurones mirall. Ramachandran ha anat tan lluny com per afirmar que "les neurones mirall representen per a la psicologia el que l'ADN va significar per a la biologia, ja que proporcionen un marc unificador i ajuden a explicar una sèrie d'habilitats mentals que fins ara han romàs misterioses i inaccessibles als experiments". Les neurones mirall es troben en l'escorça frontal humana inferior i superior del lòbul parietal, i són úniques. Diversos estudis han proposat una teoria de les neurones mirall relacionades amb el desenvolupament del llenguatge.

## Funcions de la comunicació
La comunicació fa referència a què es vol transmetre, mentre que el llenguatge ho fa a com es vol transmetre. Roman Jakobson va analitzar les funcions bàsiques de la comunicació:
- Funció referencial o representativa: al·ludir al context en què té lloc la comunicació. La mateixa expressió en un context diferent canvia de significat. Per exemple: "deixa-ho aquí", segons de què es parli, canvien els referents del "ho" i del "aquí".
- Funció expressiva o emotiva: comunicar una idea que té l'emissor, fer partícips els altres dels propis pensaments.
- Funció conativa o apel·lativa: aconseguir un efecte determinat per part del receptor (per exemple, els precs, les preguntes...).
- Funció fàtica: cridar l'atenció del receptor, començar o restablir la comunicació.
- Funció metalingüística: parlar sobre el mateix llenguatge. Per exemple, "el verb haver s'escriu amb h i amb v".
- Funció poètica: embellir el missatge, com passa en la literatura. Segons Jakobson, la funció poètica és la més important, ja que posa en marxa totes les altres.

Un model alternatiu és el de Friedemann Schulz von Thun, anomenat model de les quatre cares. Segons ell, cada missatge emès conté quatre cares o capes de significat, però determinats missatges accentuen més una d'aquestes. Els malentesos comunicatius sorgeixen quan es relacionen les capes, ja que moltes d'aquestes vehiculen informació implícita. Les capes o cares serien:
- Factual: és el contingut explícit del missatge o la proposició que se'n deriva. Es pot jutjar des del punt de vista informatiu, decidint si el que es comunica és veritable o no, si correspon al tema tractat.
- Expressiva: el missatge sempre indica alguna cosa de l'emissor, des dels seus sentiments fins a trets de la seva personalitat.
- Relacional: el missatge revela com és percebut el receptor per part de l'emissor i quina concepció té de la relació que mantenen.
- Apel·lativa: intenció del missatge, què es pretén del receptor.

Allò que un parlant necessita saber per a comunicar-se de manera eficaç, és a dir, que aconsegueix l'objectiu, en contextos culturalment significants, vol dir ser competent comunicativament parlant.

## Funció social del llenguatge
La funció social del llenguatge es manifesta com una eina fonamental per a la construcció, manteniment i transformació de les relacions socials, alhora que exerceix un paper clau en la formació d'identitats individuals i col·lectives. El llenguatge actua com un mitjà per establir connexions entre els individus, permetent transmetre idees, sentiments i valors que fomenten la col·laboració i la cohesió dins d’una comunitat. És també un vehicle de memòria col·lectiva, ja que preserva i transmet coneixements, tradicions culturals i històriques d’una generació a l’altra, enfortint la identitat social i nacional. Aquesta funció és indispensable per mantenir la continuïtat cultural i assegurar el desenvolupament intel·lectual i social dels individus.
A més, el llenguatge facilita la definició i adaptació dels rols socials. Mitjançant l’ús de registres, tons i formes lingüístiques específiques, les persones poden acceptar, rebutjar o renegociar les expectatives associades a un rol concret, com el de pare, treballador o amic. També serveix per diferenciar grups socials, ja que l’ús d’expressions, accents o terminologia específica pot marcar tant l'adhesió com la distinció envers determinades comunitats. A nivell ètic i normatiu, el llenguatge regula el comportament social establint normes i valors, definint què és correcte o incorrecte en un determinat context.
El llenguatge no només és reflex dels canvis culturals i tecnològics, sinó que també impulsa i facilita aquests processos mitjançant la creació de nous conceptes i vocabulari. Així mateix, actua com una eina d’influència i persuasió, capaç de transmetre ideologies, generar consensos i organitzar moviments socials. El llenguatge permet expressar tant experiències subjectives individuals com col·lectives, establint un diàleg constant entre l’individu i la societat. El llenguatge transcendeix la mera comunicació, consolidant-se com un element vertebrador de la vida social, cultural i educativa, indispensable per a l'evolució i adaptació de les societats humanes.

## Llengües de signes
Diversos grups humans han emprat, i encara usen, diferents llenguatges basats en els signes. Algunes d'aquestes llengües poden considerar-se locals i minoritàries, mentre que algunes altres gaudeixen (o gaudiren en el passat) d'una certa universalitat.

### Signes bàsics
Alguns signes bàsics són relativament universals. Assentir o dir que sí amb el cap s'acostuma a fer amb una oscil·lació cap endavant. Negar o dir que no implica girar el cap alternativament a dreta i esquerra, horitzontalment. Algunes cultures fan gestos diferents.
- Atura't! Atureu-vos!
  - Ensenyar el palmell de la mà, o de les dues mans, verticalment és equivalent a un desig o una ordre que la persona que s'acosta s'aturi.[23]

### Llengües de signes de persones sordes

#### Llengua de signes en la Grècia clàssica
En el diàleg de Cràtil s'indica una certa llengua de signes emprada pels sords de l'època.

### Llengua de signes dels indígenes de les planures

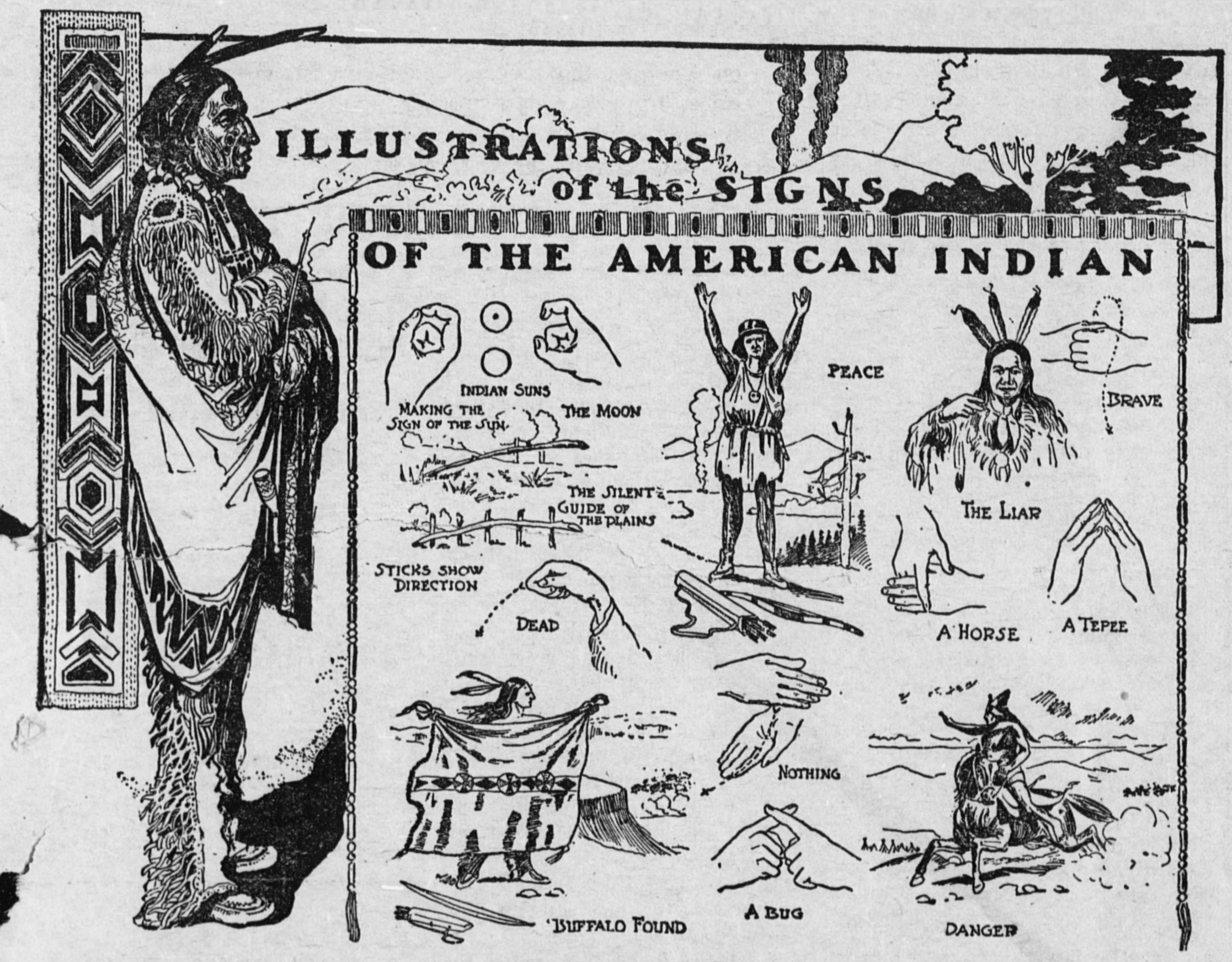
Diari de 1900 indicant alguns signes dels indígenes de les planures

### Llengua de l'illaMartha's Vineyard
Durant uns 200 anys la proporció de sords en aquesta illa fou molt alta (entre el 20 i el 25 per cent). Es tractava d'una disfunció hereditària de caràcter recessiu que introduïren immigrants anglesos abans de 1710. La comunitat era molt endogàmica i aquest fet explica l'estadística de les persones afectades.
Fins a l'any 1952, en què va morir la darrera persona sorda de l'illa, pràcticament tots els seus habitants (sords i no sords) podien entendre i expressar-se en el llenguatge de signes local.

### Llenguatges de signes en danses

#### Dansa indígena tradicional
Els gestos amb les mans són molt importants. S'anomenen mudras o hastamudras i estan ben definits i normalitzats.

#### Danses tradicionals de Hawaii
Alguns balls tradicionals narren històries de viatges. Hi ha gestos, amb el cap i les mans, que indiquen la mar, les illes, les onades, els estels... Els trets principals de la narració es poden seguir amb el llenguatge integrat en la dansa.

## Signes especials

### En la vida quotidiana
En la vida diària de les persones normals hi ha molts gestos o signes tant útils com expressius. Diferents cultures poden emprar signes diferents. Un mateix signe pot significar coses diverses (fins i tot contràries) en cultures diferents.
Els gestos poden classificar-se en indiferents, positius i amistosos i negatius o insultants. Hi ha tractats dedicats a tots els tipus anteriors.
- Dir hola, amb la mà estesa vertical i el braç en alt (també en vertical).[37]
- Signes de l'adeu.
  - Amb la mà estesa i vertical, oscil·lant a banda i banda.
  - Amb una mà, obrint-la i tancant-la
- Alçar el braç i la mà per a cridar l'atenció.
- Fer la V de victòria amb dos dits de la mà.
- Fer que no amb una mà.
- Dir prou amb una mà.
- Arronsar o encongir les espatlles. Indicant desconeixença o indiferència.[38]
- Signe Shaka.[39]
  - Segons algunes fonts, aquest símbol hawaià és d'origen espanyol. Originàriament era una invitació per a anar a beure junts que li feia una persona a una altra. El gest només tindria sentit si es tractés de beure en porró.
- Pam i pipa.[40]
- Signe que indica que una cosa és correcta, que tot va bé. Signe OK.
  - El símbol Unicode U+1F44C representa el gest (👌).
- Fer l'ullet.
- Signe de suport, amb el puny tancat i el polze cap amunt.
- Signe de condemna: puny tancat i el polze estès cap avall.
- Signe dels que fan autostop.
- Fer banyes amb una mà.
- Fer botifarra.[41]
- Fer la figa.
- Puja aquí dalt i balla!
- Ensenyar el puny tancat en alt.
- Mutza: gest d'insult a Grècia.
- Gest que indica: estàs boig (girar el dit índex al pols).
- Gest que indica: quins trons!!
- Gest que indica: quines galtes! quina barra!
- Gest que indica xerrameca, acusant la interlocutora.
- Gest que indica l'acció de robar.
- Gest que indica l'acció de pagar.
- Gest que indica rebre una comissió il·legal.
- Gestos sobre diners:
  - Quant costa?
  - Diners o molts diners.
  - Estic pelat.
- Vigila! t'estic vigilant!
- Espera!

### Signes de cossos militars o especials
Alguns organismes o professions (forces militars, bombers, oficials de coberta en portaavions i altres) fan ús habitual d'un codi de senyals especialitzat que permet informar i donar ordres sense parlar. Aquest sistema és particularment útil quan cal donar ordres en silenci o en ambients molt sorollosos.

#### Els guerrers apatxes
En expedicions de guerra els apatxes empraven una terminologia diferent de la quotidiana.

### En alguns jocs de cartes
(el mus).

## Parlars professionals
Algunes professions estan molt allunyades de la vida habitual. La seva pràctica implica l'ús d'una terminologia específica. Un dels exemples típics és la terminologia nàutica, marinera i de construcció naval.

## Argots de sectors marginals
Alguns grups marginals (germania, delinqüència, lunfardo i altres) han usat parles especials, diferents del llenguatge quotidià (argots).